# Галинський Іван Романович
Іва́н Рома́нович Га́линський (справжнє — Лопата; 15 (27) січня 1895, с. Морозівка, тепер Баришівський район Київська область — 29 липня 1965) — бандурист. Навчався в Київському університеті за фахом учитель. 
У 1932—1935 роках працював в ансамблі бандуристів М. Опришка (в якого брав уроки співу) у Києві, а з 1934 року — соліст Київської філармонії. Виконував жанрово-побутові, гумористичні й жартівливі пісні. Співав у дуеті з лірником О. Цибульським. 
Репресований в 1938 році у справі Івана Борця. Засуджений на 10 років. Заслання відбував в Естонії та Карелії. 
Після реабілітації виступав в ансамблі бандуристів Українського товариства сліпих. 